# Патагонія (Аризона)
Патагонія (англ. Patagonia) — місто (англ. town) в США, в окрузі Санта-Круз штату Аризона. Населення — 804 особи (2020).

## Географія
Патагонія розташована за координатами 31°32′41″ пн. ш. 110°44′44″ зх. д. / 31.54472° пн. ш. 110.74556° зх. д. (31.544744, -110.745463).  За даними Бюро перепису населення США в 2010 році місто мало площу 3,35 км², з яких 3,33 км² — суходіл та 0,01 км² — водойми.

### Клімат
Місто знаходиться у зоні, котра характеризується кліматом тропічних степів. Найтепліший місяць — липень із середньою температурою 23.3 °C (74 °F). Найхолодніший місяць — січень, із середньою температурою 5.6 °С (42 °F).
| Клімат Патагонії        | Клімат Патагонії | Клімат Патагонії | Клімат Патагонії | Клімат Патагонії | Клімат Патагонії | Клімат Патагонії | Клімат Патагонії | Клімат Патагонії | Клімат Патагонії | Клімат Патагонії | Клімат Патагонії | Клімат Патагонії | Клімат Патагонії |
| Показник                | Січ.             | Лют.             | Бер.             | Квіт.            | Трав.            | Черв.            | Лип.             | Серп.            | Вер.             | Жовт.            | Лист.            | Груд.            | Рік              |
| Середній максимум, °C   | 16               | 17               | 19               | 22               | 28               | 33               | 31               | 30               | 30               | 26               | 20               | 17               | 24               |
| Середня температура, °C | 5                | 6                | 8                | 11               | 16               | 21               | 23               | 22               | 20               | 15               | 9                | 6                | 13               |
| Середній мінімум, °C    | −4               | −3               | −1               | 0                | 4                | 10               | 15               | 14               | 10               | 5                | 0                | −4               | 3                |
| Норма опадів, мм        | 20               | 20               | 20               | 0                | 0                | 10               | 120              | 100              | 40               | 20               | 10               | 30               | 430              |
| ----------------------- | ---------------- | ---------------- | ---------------- | ---------------- | ---------------- | ---------------- | ---------------- | ---------------- | ---------------- | ---------------- | ---------------- | ---------------- | ---------------- |
| Джерело: Weatherbase    |                  |                  |                  |                  |                  |                  |                  |                  |                  |                  |                  |                  |                  |

## Демографія
Згідно з переписом 2010 року, у місті мешкало 913 осіб у 425 домогосподарствах у складі 222 родин. Густота населення становила 273 особи/км².  Було 576 помешкань (172/км²).
Расовий склад населення:
| - 87,7 % — білих - 2,2 % — корінних американців - 0,2 % — чорних або афроамериканців - 8,8 % — осіб інших рас |

До двох чи більше рас належало 1,1 %. Частка іспаномовних становила 42,4 % від усіх жителів.
За віковим діапазоном населення розподілялося таким чином: 21,7 % — особи молодші 18 років, 55,6 % — особи у віці 18—64 років, 22,7 % — особи у віці 65 років та старші. Медіана віку мешканця становила 48,8 року. На 100 осіб жіночої статі у місті припадало 88,2 чоловіків;  на 100 жінок у віці від 18 років та старших — 91,7 чоловіків також старших 18 років.
Медіана доходів становила 20 000 доларів для чоловіків та 39 706 доларів для жінок. За межею бідності перебувало 29,1 % осіб, у тому числі 22,6 % дітей у віці до 18 років та 33,5 % осіб у віці 65 років та старших.
Цивільне працевлаштоване населення становило 303 особи. Основні галузі зайнятості: мистецтво, розваги та відпочинок — 20,5 %, науковці, спеціалісти, менеджери — 19,8 %, роздрібна торгівля — 15,5 %, освіта, охорона здоров'я та соціальна допомога — 13,2 %.